# Соломахин, Иван Иванович
Ива́н Ива́нович Солома́хин (24 сентября 1908 — декабрь 1989) — ветеран Великой Отечественной войны, командир 106-го отдельного моторизованного инженерного батальона 2-й ударной армии.

## Биография
Родился в 1908 году (д. Захарово, Парфеньевский р-н). Прошёл все ступени командирской лестницы. Из сугубо гражданского инженера-строителя он за три года войны превратился в командира крупного соединения инженерных войск.
Зимой 1944 года — командир 106-й отдельного моторизованного инженерного батальона в составе 2 Ударной Армии, освобождавшей Ленинградскую область от немецко-фашистских захватчиков в ходе Ленинградско-Новгородской стратегической наступательной операции.
В числе других частей и соединений 2 УА, 106-му ОМИБ под командованием подполковника И. И. Соломахина приказом ВГК присвоено наименование «Кингисеппских».
Летом 1944 года назначен командиром 20-й инженерно-саперной бригады.
По данным сайта Память народа 67 армия, 106 отдельный мотоинженерный батальон, 2 мото-инженерная бригада, 20 инженерно-саперная бригада, 23 гвардейский отдельный саперный батальон.
Был ранен, эвакуационный госпиталь 1359.

## Награды
- Два ордена Красного Знамени (1942 (приказ ВС Ленинградского фронта от 29.11.1942 № 02479/н), 1944 (указ Президиум ВС СССР от 12.06.1944));
- Орден Суворова III степени (1943 (приказ ВС Ленинградского фронта от 12.08.1943 № 01390/н));
- Два ордена Отечественной войны I степени (1944 (приказ ВС Ленинградского фронта от 01.06.1944 № 769/н), 06.04.1985);
- Два ордена Красной Звезды (23.02.1948, 26.10.1955);
- Медаль «За боевые заслуги» (15.11.1950);
- Медаль «За оборону Ленинграда» (22.12.1942);
- Медаль «За победу над Германией в Великой Отечественной войне 1941—1945 гг.» (09.05.1945).

Стал одним из первых в инженерных войсках кавалером ордена Суворова.

## Память
Соломахинский проезд получил своё название в 1997 году в память о герое войны.
Распоряжение губернатора Санкт-Петербурга от 06.11.1997 № 1144-р «О Соломахинском проезде».